# Comuna de Gorzkowice
Gorzkowice (polaco: Gmina Gorzkowice) é uma gminy (comuna) na Polónia, na voivodia de Lodz e no condado de Piotrkowski. A sede do condado é a cidade de Gorzkowice.
De acordo com os censos de 2004, a comuna tem 8651 habitantes, com uma densidade 84,6 hab/km².

## Área
Estende-se por uma área de 102,29 km², incluindo:
- área agricola: 76%
- área florestal: 15%

## Demografia
Dados de 30 de Junho 2004:
|                      | Total   | Total | Mulheres | Mulheres | Homens  | Homens |
| -------------------- | ------- | ----- | -------- | -------- | ------- | ------ |
|                      | pessoas | %     | pessoas  | %        | pessoas | %      |
| População            | 8651    | 100   | 4359     | 50,4     | 4292    | 49,6   |
| Densidade (pop./km²) | 84,6    | 100   | 42,6     | 42,6     | 42      | 42     |

De acordo com dados de 2002, o rendimento médio per capita ascendia a 1240,81 zł.

## Subdivisões
- Bujnice, Bujniczki, Cieszanowice, Daniszewice, Gorzkowice, Gorzkowiczki, Gościnna, Grabostów, Kolonia Krzemieniewice, Kotków, Krosno, Krzemieniewice, Marianek, Plucice, Sobaków, Sobakówek, Szczepanowice, Szczukocice, Wilkoszewice, Wola Kotkowska, Żuchowice.

## Comunas vizinhas
- Gomunice, Kamieńsk, Kodrąb, Łęki Szlacheckie, Masłowice, Rozprza